# George E. Diskant
George Edward Diskant (* 22. Februar 1907 in New York City; † 22. Februar 1965 in Los Angeles) war ein US-amerikanischer Kameramann.
George Diskant wurde in den 1930er Jahren zunächst Kameraassistent. Ab 1945 wurde er selbst Kameramann des Film noir. Ab Mitte der 1950er Jahre war er nur noch für Fernsehserien tätig. Hierfür wurde er dreimal für den Primetime-Emmy nominiert. Insgesamt wirkte er bei 69 Produktionen mit.

## Filmografie (Auswahl)
- 1931: Helden der Unterwelt (Bad Company) (Kamera-Assistent)
- 1947: In der Klemme (Desperate)
- 1948: Sie leben bei Nacht (They Live by Night)
- 1948: Jedes Mädchen müßte heiraten (Every Girl Should Be Married)
- 1949: Rauschgiftbrigade (Port of New York)
- 1950: Liebe unter schwarzen Segeln (Fortunes of Captain Blood)
- 1950: Auf dem Kriegspfad (Davy Crockett, Indian Scout)
- 1950: Zwischen Mitternacht und Morgen (Between Midnight and Dawn)
- 1951: On Dangerous Ground
- 1951: Gangster (The Racket)
- 1952: Um Haaresbreite (The Narrow Margin)
- 1952: On Dangerous Ground
- 1952: Der vierte Mann (Kansas City Confidential)
- 1952: Sturm über Tibet (Storm Over Tibet)
- 1953: Der Mann mit zwei Frauen (The Bigamist)
- 1956–1961: Abenteuer im wilden Westen (Zane Grey Theater) (Fernsehserie, 21 Folgen)
- 1958–1963: Westlich von Santa Fé (The Rifleman) (Fernsehserie, 35 Folgen)
- 1959–1960: June Allyson Show (Fernsehserie, 40 Folgen)
- 1960–1962: The Law and Mr. Jones (Fernsehserie, 21 Folgen)
- 1963–1964: Amos Burke (Fernsehserie, 13 Folgen)